# Cornelius Bocchus
Cornelius Bocchus war ein römischer Historiker. Er wird von Solinus als Bocchus an drei Stellen als Quelle zitiert, und von Plinius dem Älteren in seiner Naturalis historia unter dem Namen Cornelius Bocchus als Autorität für die Kultur der iberischen Halbinsel. Die Identität der beiden Autoren wurde von Theodor Mommsen postuliert, der in Cornelius Bocchus den Verfasser eines historischen Werks und mehrerer Spezialschriften über Spanien sah. Von diesen Werken ist nicht mehr erhalten als die Zitate bei Solinus und Plinius.
Der Name L. Cornelius C. f. Bocchus taucht in zwei lusitanischen Inschriften auf (CIL 02, 35 und CIL 02, 5184) und bezeichnet einen Flamen (Priester) und Militärtribun der III. Legion. Ob beide Inschriften sich auf den Autor Cornelius Bocchus beziehen oder verschiedenen, miteinander verwandten Personen zuzuschreiben sind, ist nicht geklärt. Die weitere Laufbahn des Militärtribunen waren die Ämter praefectus fabrum, pontifex perpetuus und flamen perpetuus auf Gemeindeebene. Später stieg er zum Flamen der gesamten Provinz Lusitania auf. Dort war er zugleich praefectus Caesarum bis.